# Washington (Oklahoma)
Washington is een plaats (town) in de Amerikaanse staat Oklahoma, en valt bestuurlijk gezien onder McClain County.

## Demografie
Bij de volkstelling in 2000 werd het aantal inwoners vastgesteld op 520.
In 2006 is het aantal inwoners door het United States Census Bureau geschat op 535, een stijging van 15 (2,9%).

## Geografie
Volgens het United States Census Bureau beslaat de plaats een oppervlakte van 2,7 km², geheel bestaande uit land. Washington ligt op ongeveer 339 m boven zeeniveau.

## Plaatsen in de nabije omgeving
De onderstaande figuur toont nabijgelegen plaatsen in een straal van 16 km rond Washington.